# Chanel Iman
Chanel Iman Robinson (Atlanta, 1º dicembre 1990) è una supermodella statunitense.

## Carriera
Nata ad Atlanta, da una madre di origini coreane ed un padre afro-americano, e cresciuta a Culver City in California, Chanel Iman debutta sulle passerelle della stagione autunno/inverno 2006, sfilando per Custo Barcelona e DKNY. In seguito la modella lavorerà anche per importanti marchi della moda come Dolce & Gabbana, Issey Miyake, Marc Jacobs, Max Mara, Valentino, Dsquared², Hermès, Michael Kors, Oscar de la Renta, Ralph Lauren, Anna Sui, Diane von Fürstenberg, Vera Wang, Jean Paul Gaultier e Stella McCartney. Nella sua carriera è apparsa anche nelle campagne pubblicitarie di Bottega Veneta, Gap, Victoria's Secret e United Colors of Benetton.
Insieme alle colleghe Du Juan e Coco Rocha, Chanel Iman è apparsa sull'edizione della primavera 2007 di Time Style&Design. Nel maggio 2007 Vogue America, l'ha fatta apparire sulla copertina, nominandola supermodel, insieme alle colleghe Doutzen Kroes, Caroline Trentini, Raquel Zimmermann, Sasha Pivovarova, Agyness Deyn, Coco Rocha, Jessica Stam, Hilary Rhoda, e Lily Donaldson. Chanel è apparsa anche sulla copertina di Teen Vogue insieme a Ali Michael e Karlie Kloss nel 2008.
A settembre 2009 ha partecipato come ospite a due puntate di America's Next Top Model. Nello stesso mese partecipa alla Settimana della moda di New York sfilando per Anna Sui, Arise: African Fashion Collective (Eric Raisina), Badgley Mischka, Carolina Herrera, Donna Karan, Erin Wasson, Jason Wu, Lacoste, Marc Jacobs, Michael Kors, Ralph Lauren, Rosa Cha, Thakoon.
Dal 2010 al 2012 è stata una Victoria's Secret Angels, partecipando a diverse campagne pubblicitarie della casa di moda e sfilando al Victoria's Secret Fashion Show nel 2009, 2010 e 2011.
Nel 2013 partecipa al videoclip di Yoncé di Beyoncé accanto alle modelle Joan Smalls e Jourdan Dunn. Nel 2014 fa il suo debutto sulla rivista Sports Illustrated Swimsuit Issue, in cui appare anche nel 2015 e 2016.

## Vita privata
il 2 dicembre 2017 ufficializza il fidanzamento con il giocatore di football Sterling Shepard, con cui convola a nozze il 3 marzo 2018 a Beverly Hills. La coppia ha due figlie, Cali Clay, nata il 10 agosto 2018, e Cassie Snow, nata il 17 dicembre 2019.

## Agenzie
- Group Model Management
- Viva Models - Parigi, Londra
- Ford Models - New York, Parigi
- Visage Model Management - Switzerland
- Union Models
- d'management group (Milano)

## Campagne pubblicitarie
- Amazon A/I (2012)
- Gap P/E (2008) A/I (2008)
- DKNY Jeans A/I (2008) P/E (2009)
- DKNY Be Delicious So Intense Fragrance (2017)
- Express Summer (2010)
- Dennis Basso A/I (2015-2016)
- Dsquared2 A/I (2010)
- Lord & Taylor A/I (2008)
- Express A/I (2009) P/E (2010)
- Fashion's Night Out A/I (2012)
- Forever 21 Holiday (2012)
- Gap Premium Jeans P/E (2010)
- Gap Factory A/I (2014)
- Rosa Cha P/E (2011)
- Gap China Let's GAP together (2011)
- DKNY Be Delicious Fragrance (2011-2016)
- Mizani (2016)
- Saks Fifth Avenue A/I (2011-2012)
- Swarowski (2016)
- Target A/I (2012)
- The Limited A/I (2014)
- JCPenney P/E (2013)
- Ralph Lauren P/E (2010)
- Swarovski Holiday (2016)
- Victoria's Secret (2010-2012;2020)
- XOXO Eyewear (2016)

## Filmografia
- Dope - Follia e riscatto (Dope), regia di Rick Famuyiwa (2015)